# NGC 3582
NGC 3582 é uma nebulosa na direção da constelação de Carina. O objeto foi descoberto pelo astrônomo John Herschel em 1834, usando um telescópio refletor com abertura de 18,6 polegadas. 